# Genealogia dei Greifen
La discendenza dei Greifen, la stirpe dei duchi di Pomerania, è documentata da Vartislao I (verso il 1124) fino a Boghislao XIV, morto senza eredi nel 1637. La numerazione dei duchi avviene all'interno dell'intero ducato. Le divergenze nella numerazione vanno perciò attribuite al fatto che alcuni storici contarono tutti i successori maschi nati, mentre altri presero in considerazione solo quelli che assunsero una posizione di guida, avendo raggiunto la maggior età. 
Nota: L'indicazione di un ordinale fra parentesi, tipo (I), dopo un/una consorte, indica l'ordine di successione dei matrimoni contratti dal soggetto di cui alla riga corrente.

## Da Vartislao I a Boghislao IV ed Ottone I
1. Vartislao I († tra il 1134 ed il 1148) 
  1. Boghislao I (verso il 1130 - 1187) sposa (I) Walburga († 1177), figlia di Valdemaro I di Danimarca;  
(II) Anastasia, figlia di Miecislao III di Polonia e di Eudoksia di Kiev
    1. (I) Ratibor (1160 - 1183) sposa Salome, figlia di Miecislao III di Polonia e di Eudoksia di Kiev
    2. (I) Vartislao II (1160 - 1184) sposa Sofia, figlia di Boleslao IV di Polonia
    3. (II)  Boghislao II (verso il 1177 - 1220) sposa Miroslawa († 1233), figlia di Mestwin I di Pomerania e Swinislawa 
      1. Voislava († 1229)
      2. Barnim I (verso il 1210 † 1278) sposa (I) Marianna, figlia di Guglielmo di Lüneburg e di Elena di Danimarca 
(II) Margherita di Braunschweig 
(III) Matilde († 1316), figlia di Ottone III di Brandeburgo e di Beatrice di Boemia
        1. (I) Anastasia (1245 - 1317) sposa Enrico I di Meclemburgo (1230 - 1302)
        2. (I/II) Boghislao IV (1258 - 1309)
 → Boghislao IV fino a Boghislao X
        3. (III) Miroslava († 1328) sposa Nicola I di Schwerin
        4. (III) Mechtilde (?) sposa Enrico II di Werle († dopo il 1307/1308)
        5. (III) Barnim II (verso il 1277 - 1295)
        6. (III) Margherita sposa Giovanni II, conte di Gützkow
        7. (III) Ottone I (verso il 1279 - 1344)
 → Ottone I fino a Ottone III
        8. (III) Beatrice († 1300 o 1315)

      3. Dobroslava sposa (I) Vartislao o Nicola di Gützkow; (II) Jaczo di Salzwedel

    4. (II) Casimiro II (* verso il 1180 - 1219) sposa Ingardis di Danimarca
      1. Vartislao III (verso il 1210 - 1264) sposa Sofia
      2. Elisabetta († 1222)

  2. Casimiro I (* dopo il 1130 - 1180)
2. Ratibor I († 1156) sposa Pribislava († dopo il 1156), forse figlia del duca Boleslao III di Polonia; i suoi successori sono i Ratiboridi

Svantibor I (forse si tratta di un cugino di Vartislao I e di Ratibor I); i suoi successori sono gli Svantiboridi

## Da Bogislao IV a Bogislao X
1. Boghislao IV (1258 - 1309) sposa (I) Mechtilde († prima del 1309), figlia di Giovanni I di Brandeburgo e di Jutta di Sassonia 
(II) Margherita, figlia di Vizlao II di Rügen e di Agnese di Brandeburgo
  1. (II) Eufemia (1289; † 1330)  sposa Cristoforo II di Danimarca
  2. (II) Margherita (1287 - 1337)  sposa (I) Nicola, signore di Rostock († 1314), (II) Giovanni,  di Glogau-Steinau, duca di Glogau e di Steinau († 1365)
  3. (II) Vartislao IV (verso il 1290 - 1326) sposa Elisabetta di Slesia
    1. Boghislao V (verso il 1326 - 1374) sposa (I) Elisabetta, figlia di Casimiro III di Polonia e di Anna di Lituania
(II) Adelaide, figlia di Ernesto I di Braunschweig-Grubenhagen e di Adelaide di Everstein 
      1. (I) Casimiro IV (V) (verso il 1351 - 1377) sposa  (I) Giovanna (Kenna) († 1368), figlia di Olgierd di Lituania e di Maria di Witebsk, (II) Margherita († 1409), figlia di Siemowit III di Masovia e di Eufemia di Troppau
      2. (I) Elisabetta di Pomerania (verso il 1347; † 1393) sposa l'imperatore Carlo IV
      3. (I) Vartislao VII († 1395) sposa Maria, figlia di Enrico III di Meclemburgo-Schwerin
        1. Enrico (Boghislao) di Pomerania (1382 - 1459) sposa Filippa d'Inghilterra
        2. Caterina (1390 1426) sposa Giovanni del Palatinato-Neumarkt

      4. (II)  Boghislao VIII (verso il 1364 - 1418) sposa Sofia di Holstein († dopo il 1448)
        1. Boghislao IX (verso il 1407/1410 - 1446) sposa Maria, figlia del duca Ziemowit IV di Masovia e di Alessandra di Lituania
          1. Sofia (verso il 1435; † 1497) sposa Enrico II di Pomerania
          2. Alessandra († 1451)

        2. Ingeborg sposa Enrico di Mecklenburg-Stargard († 1466)

      5. (II) Margherita (verso il 1366 - 1410) sposa Duca Ernesto I d'Asburgo
      6. (II) Barnim V (1369 - 1402/1403)

    2. Barnim IV (1325 - 1365) sposa Sofia, figlia di Giovanni II di Werle
      1. Vartislao VI (verso il 1345 - 1394) sposa Anna, figlia di Giovanni I di Meclemburgo-Stargard
        1. Barnim VI (verso il 1365; † 1404) sposa Veronica di Hohenzollern
          1. Vartislao IX (verso il 1400; † 1457) sposa Sofia di Sassonia-Lauenburg
            1. Eric II (verso il 1425 - 1474) sposa Sofia († 1497), figlia di Boghislao IX di Pomerania-Stolp
              1. Boghislao X (1454 - 1523)
 → da Boghislao X fino a Boghislao XIV
              2. Casimiro (verso il 1455 - 1474)
              3. Vartislao (dopo il 1465 - 1475)
              4. Barnim (dopo il 1465 - 1474)
              5. Elisabetta, Priora nel convento di Verchen († 1516)
              6. Sofia (1460, † 1504) sposa Magnus II di Meclemburgo-Schwerin
              7. Margherita († 1526) sposa Duca Baldassarre di Meclemburgo (1451 - 1507)
              8. Caterina († 1526) sposa Duca Enrico I di Braunschweig-Wolfenbüttel († 1514)
              9. Maria, badessa a Wollin († 1512)

            2. Vartislao X (verso il 1435 - 1478) sposa (I) Elisabetta di Brandeburgo  (1425 - 1465), vedova di Gioacchino di Pomerania-Stettino; (II) Maddalena, figlia di Enrico di Meclemburgo-Stargard († 1466), vedova del conte Burcardo di Barby
              1. (I) Svantibor (V) (verso il 1454 - 1464)
              2. (I) Ertmar (* verso il 1455 - 1464)

            3. Elisabetta
            4. Cristoforo

          2. Barnim VII (verso il 1390 - 1450)
          3. Elisabetta, badessa di Cammin

        2. Vartislao VIII (1373 - 1415) sposa Agnese di Sassonia-Lauenburg
          1. Vartislao (verso il 1398 - 1414/1415)
          2. Barnim VIII. (verso il 1406 - 1451) sposa Anna di Wunstorf
            1. Agnese (verso il 1434 - 1512) sposa (I) nel 1449 il margravio Federico III di Brandeburgo; (II) nel 1478 il principe Fürst Giorgio II di Anhalt-Zerbst

          3. Swantibor IV (II.) (verso il 1408 - 1432/1436)
          4. Sofia († dopo il 1453) sposa Guglielmo, signore di Werle († 1436)

        3. Sofia (†1406) sposa Enrico di Brunswick-Lüneburg

      2. Boghislao VI
        1. Sofia sposa (I) Eric I del Meclemburgo († 1397) (II) Nicola V di Werle

      3. Elisabetta sposa Magnus I di Meclemburgo-Schwerin

    3. Vartislao V (1326 - 1390)

  4. (II) Jutta (1290 - 1336), badessa del convento di Krummin
  5. (II) Elisabetta (1291 - 1349)  sposa Eric I di Sassonia-Lauenburg

## Da Ottone I ad Ottone III
1. Ottone I (verso il 1279 - 1344) sposa (I) Caterina, figlia del conte Gerardo (Gerhard) II, conte di Holstein-Plön; sposa (II) Elisabetta, figlia di Nicola I, conte di Schwerin
  1. (II) Barnim III (verso il 1303 - 1368) sposa Agnese (1318 - 1371), figlia di Enrico II di Braunschweig-Grubenhagen
    1. Ottone
    2. Casimiro III (IV) (verso il 1351 - 1372)
    3. Swantibor III (I) (verso il 1351 - 1413) sposa Anna di Hohenzollern, figlia di Albrecht il Bello di Nürnberg 
      1. Ottone II (verso il 1380; † 1428) sposa Agnese, figlia di Giovanni II di Mecklenburg-Stargard
      2. Albrecht († prima del 1412)
      3. Casimiro V (VI) (verso il 1380 - 1434) sposa (I) Caterina di Braunschweig-Lüneburg († 1429), figlia di Bernardo I di Brunswick-Lüneburg, (II) Elisabetta († 1451), figlia di Eric I,  duca di Braunschweig-Grubenhagen 
        1. (I) Gioacchino il Vecchio († prima del 1424)
        2. (I) Anna († 1447) sposa Giovanni V di Meclemburgo-Schwerin
        3. (I) Gioacchino il Giovane (verso il 1424 - 1451) sposa Elisabetta di Brandeburgo (1425 - 1465)
          1. Ottone III (1444 - 1464)

        4. (II) Margherita sposa il conte Albrecht III di Lindow-Ruppin

      4. Margherita († prima del 1467) sposa il duca Ulrico I Meclemburgo-Stargard († 1417)

    4. Boghislao VII († 1404)

  2. (II) Mechtilde († 1331)  sposa Giovanni III di Werle († 1352)

## Da Boghislao X a Boghislao XIV
1. Boghislao X (1454 - 1523) sposa (I)  Margherita di Brandeburgo  (1449/1450 - 1489); (II) Anna (1476 - 1503), figlia di Casimiro IV di Polonia
  1. (II) Sofia (1498 - 1568) sposa Federico I di Danimarca
  2. (II) Giorgio I (1493 - 1531) sposa (I) Amalia del Palatinato (1490  - 1525); (II) Margherita di Brandeburgo (1511 - 1577)
    1. (I) Boghislao XI (1514 - 1514)
    2. (I) Filippo I (1515 - 1560) sposa Maria di Sassonia (1515 - 1583)
      1. Giorgio (1540 - 1544)
      2. Giovanni Federico (1542 - 1600) sposa Erdmuthe di Brandeburgo (1561 - 1623)
      3. Boghislao XIII (1544 - 1606) sposa Clara, figlia del duca Francesco di Brunswick-Lüneburg
        1. Filippo II. (1573 - 1618) sofia Sofia, figlia di Giovanni di Schleswig-Holstein-Sonderburg
        2. Clara-Maria (1574 - 1623) sposa (I) Sigismondo Augusto di Meclemburgo (1560 - 1600); (II) Augusto il Giovane di Braunschweig-Lüneburg (1579 - 1666)
        3. Caterina (1575 - 1575)
        4. Francesco (1577 - 1620) sposa Sofia di Sassonia (1587 - 1635), figlia di Cristiano I di Sassonia
        5. Erdmut (1578 - 1583)
        6. Boghislao XIV (1580 - 1637) sposa Elisabetta, figlia di Giovanni di Schleswig-Holstein-Sonderburg  e di Elisabetta di Braunschweig-Grubenhagen
        7. Giorgio II (1582 - 1617)
        8. Giovanni Ernesto (1586 - 1590)
        9. Sofia Hedwig (1588 - 1591)
        10. Ulrico (1589 - 1622) sposa Hedwig di Braunschweig (1595 - 1650)
        11. Anna (1590 - 1660) sposa Ernesto di Croy ed Aerschot († 1620) 
          1. Ernesto Boghislao di Croy

      4. Ernesto Ludovico (1545 - 1592) sposa Sofia Hedwig di Braunschweig-Wolfenbüttel (1561 - 1631)
        1. Hedwig Maria (1579 - 1606)
        2. Elisabetta Maddalena (1580 - 1649) sposa Federico Kettler, duca di Curlandia e Semigallia
        3. Filippo Giulio (1584 - 1625) sposa Agnese di Brandeburgo  (1584 - 1629), figlia del principe elettore Giovanni Giorgio di Brandeburgo

      5. Amelia (1547 - 1580)
      6. Barnim X (XII) (1549 - 1603) sposa Anna Maria di Brandeburgo (1567 - 1618)
      7. Eric (1551 - 1551)
      8. Margherita (1553 - 1581) sposa Francesco II, duca di Sassonia-Lauenburg
      9. Anna (1554 - 1626)  sposa Ulrico III, duca di Mecklenburg-Güstrow
      10. Casimiro VI (IX)  (1557 - 1605)

    3. (I) Margherita (1518 1569) sposa Ernesto III di Braunschweig-Grubenhagen
    4. (II) Giorgia (1531 - 1574) sposa Stanislao Latalski, conte di Labischin

  3. (II) Anna (1492 - 1550) sposa Giorgio I di Schlesien-Liegnitz († 1521)
  4. (II) Barnim (prima del 1501 - prima del 1501)
  5. (II) Barnim IX (1501 - 1573) sposa Anna di Braunschweig-Lüneburg (1502 - 1568) 
    1. Alessandra († giovane)
    2. Boghislao (XII.) († giovane)
    3. Maria (1527 - 1554) sposa Ottone IV,  conte di Schauenburg-Pinneberg (1517 - 1576)
    4. Dorotea (1528 - 1558) sposa Giovanni I,  conte di Mansfeld-Hinterort († 1567)
    5. Elisabetta († 1554?)
    6. Anna (1531 - 1592) sposa (I.) il principe Carlo di Anhalt (1534 - 1561), (II.) Enrico VI di Plauen (1536 - 1572), (III.) Jobst II,  conte di Barby-Mühlingen (1544 - 1609)
    7. Sibilla (1541 - 1564)

  6. (II) Elisabetta († prima del 1518)
  7. (II) Ottone (prima del 1503 - prima del 1518)
  8. (II) Casimiro (1494 - 1518)
  9. Cristoforo (verso il 1480; † ?), figlio illegittimo, ricoprì incarichi religiosi.